# سیارک ۳۵۰۹۳
سیارک ۳۵۰۹۳ (به انگلیسی: 35093 Akicity، نامگذاری:1991EH1)۳۵۰۹۳مین سیارک کشف شده‌است که در ۱۴ مارس ۱۹۹۱ کشف شد.